# SN 2005bw
SN 2005bw – supernowa typu II odkryta 28 kwietnia 2005 roku w galaktyce UGC 8539. W momencie odkrycia miała maksymalną jasność 17,00m.